# Petição de Oregon
A Petição De Oregon é uma petição contrária ao Protocolo de Kyoto, que solicita ao governo dos Estados Unidos a rejeição deste acordo, já que os limites propostos para as emissões de gases de efeito estufa prejudicariam o ambiente, dificultariam o avanço da ciência e da tecnologia, e contribuiriam para a deterioração da saúde e do bem-estar da humanidade.
A petição, que teve grande influência na decisão negativa do governo dos EUA quanto ao Protocolo de Kyoto, foi endossada em abril de 1998 inicialmente pelo Oregon Institute of Science and Medicine (OISM), da Universidade de Oregon, e conta atualmente com assinaturas de aproximadamente 17.000 cientistas norte-americanos. Ela foi encabeçada pelo Dr. Frederick Seitz, ex-presidente da Academia Nacional de Ciências dos Estados Unidos, laureado com a Medalha Nacional de Ciência e chairman do George C. Marshall Insitute (Washington, DC). Na Petição, os cientistas afirmam:

## Controvérsias com as Assinaturas
Existem muitas controvérsias a respeito das mais 17.000 assinaturas presentes na petição. Nomes de cientistas já mortos, como Charles Darwin (morto em 1821), de artistas da música, como Geri Halliwell (ex-Spice Girls), e até de personagens fictícios de filmes foram encontradas na lista.
Os defensores desta petição dizem que estes nomes foram incluídos como uma armação.[carece de fontes?]